# Anasigerpes nigripes
Anasigerpes nigripes är en bönsyrseart som beskrevs av Roger Roy 1964. Anasigerpes nigripes ingår i släktet Anasigerpes och familjen Hymenopodidae. Inga underarter finns listade i Catalogue of Life.